# Чуст, Виктор
Виктор Чуст Гарсия (исп. Víctor Chust García; род. 5 марта 2000, Валенсия) — испанский футболист, центральный защитник клуба «Кадис».

## Клубная карьера
Чуст — воспитанник клубов «Валенсия» и «Реал Мадрид». В 2018 году для получения игровой практики Виктор начал выступать за дублирующий состав последнего. 9 февраля 2021 года в матче против «Хетафе» он дебютировал в Ла Лиге. Летом 2021 года Чуст был арендован «Кадисом». 14 августа в матче против «Леванте» он дебютировал за новую команду. По окончании аренды «Реал» продал 50% прав на игрока за 1 млн. евро. 9 октября 2022 года в поединке против «Эспаньола» Виктор забил свой первый гол за «Кадис».

## Международная карьера
В 2017 году Чуст в составе юношеской сборной Испании выиграл юношеский чемпионат Европы в Хорватии. На турнире он сыграл в матчах против команд Турции, Италии, Франции, Германии и Англии.
В том же году Чуст принял участие в юношеском чемпионате мира в Индии. На турнире он сыграл в матчах против команд Бразилии, Южной Кореи, Нигера, Франции, Ирана, Мали и Англии.
В 2019 года в составе юношеской сборной Испании Чуст выиграл юношеский чемпионат Европы в Армении. На турнире он сыграл в матчах против команд Италии и Португалии.

## Достижения
Сборная Испании
- Чемпион юношеского чемпионата Европы (до 17 лет): 2017
- Чемпион юношеского чемпионата мира: 2017
- Чемпион юношеского чемпионата Европы (до 19 лет): 2019